# Лаксо (Шотландия)
Лаксо (англ. Laxo) — деревня в восточной части острова Мейнленд в архипелаге Шетландских островов.

## География
Расположена у северо-западного берега бухты Лакс, врезанной в восточный берег острова Мейнленд и ограниченной с востока островом Уолси.

## Экономика

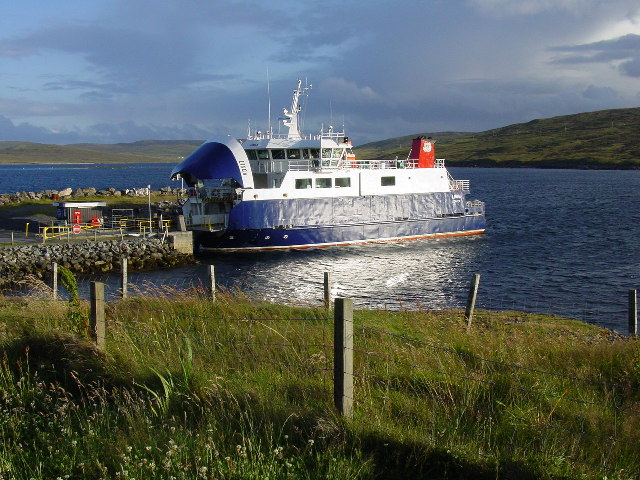
Паромная переправа.

Паромная переправа в деревню Симбистер на острове Уолси.
Через деревню проходят автодороги «B9071» (Видлин — Лаксо — «A970» — Бикстер), ведёт на запад в центральную часть острова, и «B9075» (Лаксо — Бреттабистер — «A970»), на юг вдоль восточного берега острова.